# Tatafu Polota-Nau
Pour les articles homonymes, voir Tatafu.

a Compétitions nationales et continentales officielles uniquement.

b Matchs officiels uniquement.
Dernière mise à jour le 12 novembre 2018.
Tatafu Polota-Nau, né le 26 juillet 1985 à Sydney (Australie), est un joueur de rugby à XV qui joue avec l'équipe d'Australie et les Waratahs. Il évolue au poste de talonneur. Avec les Wallabies, il remporte le Rugby Championship 2015 puis s'incline en finale de la coupe du monde 2015.

## Biographie
Sa famille est d'origine tongienne.

## Carrière

### En club
- Paramatta Two Blues

### En province
- New South Wales Waratahs

Il a joué 13 matchs de Super 14 en 2006, 12 en 2007, 13 en 2008, 2009 et 2010. Il a joué 13 matchs lors du passage du Super 14 au Super 15 en 2011.

### En équipe nationale
Il a joué quatre matchs de la coupe du monde des moins de 21 ans en 2006.
Il a disputé son premier test match le 12 novembre 2005 contre l'équipe d'Angleterre.
Il joue six matchs lors de la coupe du monde 2011. Il est retenu pour quatre matchs de poule (Poule C), mais n'en a joué que trois. Il est titulaire deux fois, contre l'Irlande et les États-Unis, et remplaçant face à l'Italie et la Russie (non entré en jeu). Lors des phases finales, il est remplaçant lors du quart de finale face à l'Afrique du Sud et également lors de la demi-finale face à la Nouvelle-Zélande. Il finit cette compétition comme titulaire pour le match pour la troisième place.

## Palmarès
Au 22 octobre 2016, Tatafu Polota-Nau compte 68 sélections avec l'équipe d'Australie, inscrivant deux essais, dix points. 
En Coupe du monde, il compte treize sélections.  Six sont obtenues lors de l'édition 2011, dont quatre en tant que titulaire. En 2015, il participe à sept rencontres, face aux Fidji, l'Uruguay, l'Angleterre, le pays de Galles, l'Écosse, l'Argentine et la Nouvelle-Zélande.
Il compte également 22 sélections en Tri-nations ou Rugby Championship, compétition qui lui succède.